# Copa de Montenegro de waterpolo masculino
La Copa de Montenegro de waterpolo masculino es la segunda competición más importante de waterpolo masculino entre clubes de Montenegro.

## Historial
Estos son los ganadores de copa:
- 2009: VK Primorac[1]
- 2008: VK Budva[2]